# Famille de Gorron
Pour les articles homonymes, voir Gorron (homonymie).
La famille de Gorron (ou encore Gorran, Gorham ou Gorram)  est une famille où se rencontrent tous les genres d'illustrations, noblesse antique, haute fortune, science, services militaires, dignités ecclésiastiques.

## Origine
Implantée dans le royaume d'Angleterre à la suite de Guillaume le Conquérant, la famille de Gorron y est devenue puissante et s'y est perpétuée plus longtemps qu'en France. Son nom provient de Gorron mais aucun de ses membres ne posséda la seigneurie de Gorron.[réf. nécessaire]
En France les Gorham s'éteignirent dès le XIIIe siècle mais ils furent aussi riches que distingués. Les églises de Brecé, Levaré, Saint-Berthevin, qu'ils possédaient à titre d'inféodation laïque, furent restituées par eux à l'abbaye du Mont-Saint-Michel et à l'abbaye de Marmoutier de Tours. Entre 1106 et 1137, Ruellon de Gorron fait don de l'église de Brecé et dîmes associées, aux moines du prieuré Saint-Martin de Mayenne, dépendant de l'abbaye de Marmoutier de Tours[réf. incomplète],[réf. incomplète].

## Arbre généalogique
La généalogie de la famille de Gorron est à l'état actuel hypothétique.
Le vicaire George Cornelius Gorham a écrit, en 1838, trois longs articles pour établir sa descendance de cette ancienne souche. 
- Guillaume de Gorron, constructeur du Château de la Tannière en 1128.
  - Guillaume de Gorron, qui vivait en 1128.
    - Juhel de Gorron, qui vivait en 1128.
      - (??) Guillaume de Gorron, époux de Mathilda. Il se rendit à l'Abbaye du Mont-Saint-Michel avec Henri de Gorron, son frère, et en plein chapitre fit accepter aux religieux le service de la chapelle[5]. Il renouvela ce don dans l'Abbaye de Savigny aux mains de Guy Ier d'Étampes, évêque du Mans, qui en donna une charte confirmative le 11 juin 1128.
        - Gillon de Gorron, mari d'Osanne, par acte passé dans sa maison de la Tannière, en 1163, gratifia aussi les moines de l'Abbaye de Savigny de rentes à percevoir à la Tannière.
          - Henri de Gorron qui se fit clerc
          - Marie de Gorron qui épousa Gilles de Saint-Loup
            - Perronnelle de Saint-Loup, époux d'Étienne de Lesbois
            - Jeanne  de Saint-Loup, femme de Foulques d'Orthe
            - Marguerite, femme d'Hugues de Bazeille

          - Guillaume de Gorron, son aîné, époux d'Olive, dont deux fils.
            - Raoul de Gorron, l'aîné, mari d'Alix d'Averton, dispensa les moines de résider à la Tannière, propter insufficientiam loci. L'église avec ses dépendances, dont la possession avait été confirmée à l'abbaye du Mont-Saint-Michel par le pape Alexandre III, en 1173, ne fut plus qu'une annexe du Prieuré de l'Abbayette. Alix d'Averton se remarie à Henri de Gastines.
            - (??) Nicolas de Gorron
            - Robert de Gorron succéda à Raoul, son frère, et de 1226 à 1253 fit de nombreuses largesses aux abbayes du Mont-Saint-Michel, de Savigny, de Fontaine-Daniel. Il ne laissa point d'enfants.

          - Henri de Gorron qui vivait en 1180
          - Marie de Gorron qui vivait en 1178
          - D'autres frères et sœurs

        - Jean de Gorron
        - (??) Raoul de Gorron qui vivait en 1164
        - (??) Yves de Gorron qui vivait en 1164

    - Clémente de Gorron, qui vivait en 1128, mariée à Jordan
    - Geoffroy de Gorron, qui vivait en 1128
    - (??) Yves de Gorron, possesseur de Westwick vers 1145. Le manoir de Westwick semble avoir été dévolu, vers cette époque, à Yves ; on peut supposer qu'il était l'héritier le plus proche de la sœur de l'abbé. Il reçut une nouvelle concession de ce domaine de Geoffryy de Gorron, confirmant son titre par héritage.
      - Geoffroy de Gorron, possesseur de Westwick vers 1166, qui fut réélu à l'Échiquier[6], en 1166, par l'abbé Robert de Gorron, comme détenant, avec Agnès de Montpinçon ou Raoul son fils, un fief à Westwick.
        - Henri de Gorron, chevalier, il apparaît dans le Hertfordshire en 1199. Il détenait les deux tiers des fiefs, vers 1220, sans doute à Westwick.
          - Guillaume de Gorron, époux de Cecilia de Sanford, décédée le 23 juillet 1251.  Il mourut vers 1230. Il épousa Cécile de Sanford, une dame dont la beauté et les vertus sont décrites dans les termes les plus élogieux par l'historien et son contemporain, Matthieu Paris. Son « savoir, son esprit et son éloquence » lui valurent d'être nommée (vers 1232) gouvernante d'Aliénor d'Angleterre, sœur du roi Henri III, épouse de Guillaume le Maréchal, Comte de Pembroke. Après quelques années de veuve, elle fit vœu de célibat perpétuel, auquel se joignit son élève royal, en présence d'Edmond Rich d'Abingdon, Archevêque de Cantorbéry. Aliénor d'Angleterre se repentit et, absoute de son vœu par le pape, épousa Simon V de Montfort, Comte de Leicester, en 1238. Mais Cécile de Gorham maintint son projet jusqu'à la fin de sa vie. Elle mourut le 23 juillet 1251 et fut enterrée avec beaucoup d'honneurs à Saint-Alban, devant l'autel de Saint-André.
            - Guillaume de Gorron, chevalier, il devint possesseur du manoir de Westwick du vivant de sa mère. En 1257, alors qu'il se trouvait en Irlande, il fut renvoyé à l'Échiquier comme chevalier, pour l'expédition contre Llywelyn le Dernier, en tant que détenteur d'une partie des droits de l'abbé de St. Alban. Il fut l'un des commissaires chargés des déclarations en vertu du Hundred Rolls (en) pour le Hertfordshire, en 1275. Il mourut le 17 avril 1278, saisi d'une partie de Westwick, laissant deux fils, tous deux mineurs.
              - Guillaume de Gorron, âgé de douze ans, il n’a survécu que cinq mois à son père ;
              - Jean de Gorron, est le dernier de la famille du Hertfordshire du nom de Gorron, qui possédait le manoir de Westwick.  En 1292, alors qu'il avait 23 ans, Jean de Gorron et Isabelle sa femme vendirent le domaine de Westwick, qui passa ainsi hors de la famille de Gorron et, qui semble avoir disparu dans le Hertfordshire au début du XIVe siècle, car on n'en trouve plus trace.

    - (??) Robert de Gorron
    - (??) Raoul de Gorron, seigneur de Sarret en 1160
      - Robert de Gorron, moine de St Albans en 1161
      - Geoffroy de Gorron, moine de St Albans en 1161

  - (??) Geoffroy de Gorron
  - (??) Henri de Gorron
  - (??) ... de Gorron, épouse de Hugh Fitz-Humbald, fils de Humbald Fitz

## Personnalités
- Geoffroy de Gorron, abbé de St Albans.
- Robert de Gorron, neveu du précédent, abbé de St Albans.
- Nicolas de Gorron,  religieux dominicain du XIIIe siècle, mort en 1295, théologien, exégète, et éminent prédicateur et commentateur des Écritures du Moyen Âge.

## Armes
L'écusson armorié de la famille chargé de 3 lions rampants, se voit à un grand nombre de chartes.[réf. nécessaire]